# Andrea Pietrobon
Andrea Pietrobon (Pieve di Cadore, 11 maart 1999) is een Italiaans wielrenner die in 2023 prof werd bij EOLO-Kometa.

## Carrière
Als junior werd Pietrobon onder meer achtste in zowel Ronde van Vlaanderen als het eindklassement van de Ronde van de Lunigiana. Een jaar later werd hij, als eerstejaars belofte, derde in de Trofeo Alcide Degasperi.
In 2022 nam Pietrobon, als stagiair bij EOLO-Kometa, deel aan een aantal Italiaanse najaarsklassiekers. In de Gran Piemonte maakte hij deel uit van de vroege vlucht. Na zijn stageperiode werd hij in 2023 prof bij dezelfde ploeg, die hem na één jaar overhevelde vanuit hun opleidingsploeg. Zijn debuut in de World Tour maakte hij in maart, toen hij aan de start stond van de Strade Bianche

## Resultaten in voornaamste wedstrijden
| Jaar | Ronde van Italië | Ronde van Frankrijk | Ronde van Spanje |
| ---- | ---------------- | ------------------- | ---------------- |
| 2023 |                  |                     |                  |
| 2024 | 109e             |                     |                  |
| 2025 | 141e             |                     |                  |

| Jaar | Milaan-San Remo | Strade Bianche |
| ---- | --------------- | -------------- |
| 2023 |                 | opgave         |
| 2024 | opgave          | buit.tijd      |
| 2025 |                 |                |

## Ploegen
- 2020 –  Cycling Team Friuli ASD
- 2021 –  Cycling Team Friuli ASD
- 2022 –  EOLO-Kometa (stagiair vanaf 1 augustus)
- 2023 –  EOLO-Kometa
- 2024 –  Team Polti Kometa
- 2025 –  Team Polti VisitMalta

Albanese · Bais · Bevilacqua · Christian · Dina · Fancellu · Fedeli (vanaf 20/6) · Fetter · Fortunato · García · Gavazzi · Grávalos · Lonardi · Maestri · Á. Martín · D. Martín · Ravasi · Rivi · Ropero · Rosa · Sevilla · Viegas · Montoli (stagiair) · Muñoz (stagiair) · Pietrobon (stagiair)
Albanese · D. Bais · M. Bais · Bevilacqua · Fancellu · Fetter · Fortunato · Garosio · Gavazzi · Lonardi · Maestri · Á. Martín · D. Martín · Pietrobon · Piganzoli · Raccani (tot 9/8) · Rivi · Serrano · Sevilla · Tercero · De Cassan (stagiair) · Muñoz (stagiair)
D. Bais · M. Bais · De Cassan · Double · Fabbro · Fetter · Garosio · Gómez · Lonardi · Maestri · Á. Martín · D. Martín · Muñoz · Peñalver · Pietrobon · Piganzoli · Restrepo · Serrano · Sevilla · Tercero · Bagnara (stagiair) · Buttigieg (stagiair)  · Raccagni (stagiair)